# Prinsesse for en dag
Prinsesse for en dag er en dansk film fra 1962.
- Manuskript og instruktion Finn Henriksen.

## Medvirkende
- Gitte Hænning
- Frits Helmuth
- Malene Schwartz
- Paul Hagen
- Christian Arhoff
- Mogens Brandt
- Asbjørn Andersen
- Olaf Ussing
- Karen Lykkehus
- Bjørn Puggaard-Müller
- Otto Brandenburg
- Four Jacks
- Grete Klitgaard

En del af filmen er optaget på Nørrebros Teater